# Trophée Aldege-« Baz »-Bastien
Le trophée Aldege-« Baz »-Bastien, baptisé en l'honneur d'Aldege Bastien, est un trophée de hockey sur glace d'Amérique du Nord. Il est attribué annuellement au meilleur gardien de but de la saison de la Ligue américaine de hockey. Le trophée a été attribué pour la première fois en 1984.

## Liste des vainqueurs
| Saison    | Gardien              | Équipe                            |
| --------- | -------------------- | --------------------------------- |
| 1983-1984 | Brian Ford           | Express de Fredericton            |
| 1984-1985 | Jon Casey            | Skipjacks de Baltimore            |
| 1985-1986 | Sam St. Laurent      | Mariners du Maine                 |
| 1986-1987 | Mark Laforest        | Red Wings de l'Adirondack         |
| 1987-1988 | Wendell Young        | Bears de Hershey                  |
| 1988-1989 | Randy Exelby         | Canadiens de Sherbrooke           |
| 1989-1990 | Jean-Claude Bergeron | Canadiens de Sherbrooke           |
| 1990-1991 | Mark Laforest        | Rangers de Binghamton             |
| 1991-1992 | Félix Potvin         | Maple Leafs de Saint-Jean         |
| 1992-1993 | Corey Hirsch         | Rangers de Binghamton             |
| 1993-1994 | Frederic Chabot      | Bears de Hershey                  |
| 1994-1995 | Jim Carey            | Pirates de Portland               |
| 1995-1996 | Manny Legace         | Falcons de Springfield            |
| 1996-1997 | Jean-Francois Labbé  | Bears de Hershey                  |
| 1997-1998 | Scott Langkow        | Falcons de Springfield            |
| 1998-1999 | Martin Biron         | Americans de Rochester            |
| 1999-2000 | Martin Brochu        | Pirates de Portland               |
| 2000-2001 | Dwayne Roloson       | IceCats de Worcester              |
| 2001-2002 | Martin Prusek        | Griffins de Grand Rapids          |
| 2002-2003 | Marc Lamothe         | Griffins de Grand Rapids          |
| 2003-2004 | Jason LaBarbera      | Wolf Pack de Hartford             |
| 2004-2005 | Ryan Miller          | Americans de Rochester            |
| 2005-2006 | Dany Sabourin        | Penguins de Wilkes-Barre/Scranton |
| 2006-2007 | Jason LaBarbera      | Monarchs de Manchester            |
| 2007-2008 | Michael Leighton     | River Rats d'Albany               |
| 2008-2009 | Cory Schneider       | Moose du Manitoba                 |
| 2009-2010 | Jonathan Bernier     | Monarchs de Manchester            |
| 2010-2011 | Brad Thiessen        | Penguins de Wilkes-Barre/Scranton |
| 2011-2012 | Yann Danis           | Barons d'Oklahoma City            |
| 2012-2013 | Niklas Svedberg      | Bruins de Providence              |
| 2013-2014 | Jake Allen           | Wolves de Chicago                 |
| 2014-2015 | Matt Murray          | Penguins de Wilkes-Barre/Scranton |
| 2015-2016 | Peter Budaj          | Reign d'Ontario                   |
| 2016-2017 | Troy Grosenick       | Barracuda de San José             |
| 2017-2018 | Garret Sparks        | Marlies de Toronto                |
| 2018-2019 | Alex Nedeljkovic     | Checkers de Charlotte             |
| 2019-2020 | Kaapo Kahkonen       | Wild de l'Iowa                    |
| 2020-2021 | Logan Thompson       | Silver Knights de Henderson       |
| 2021-2022 | Dustin Wolf          | Heat de Stockton                  |
| 2022-2023 | Dustin Wolf          | Wranglers de Calgary              |